# San Francisco kommun, Antioquia
San Francisco är en kommun i Colombia.   Den ligger i departementet Antioquía, i den centrala delen av landet, 170 km nordväst om huvudstaden Bogotá. Antalet invånare är 6 395.